# Fenomen del regel

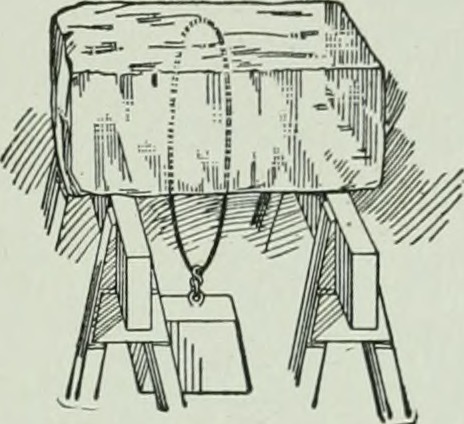
Experiment clàssic que implica la regelació d'un bloc de gel a mesura que hi passa un cable tensat.

El fenomen del regel (en anglès: Regelation) és el fenomen de fondre sota pressió i congelació una altra vegada quan es redueix la pressió. Es pot demostrar amb un filferro lligat a un bloc de gel que estigui sotmès a pressió.
El fenomen funciona millor amb materials de molta conductivitat tèrmica com el coure.
Si es fa servir un filferro d'1 mm de diàmetre sobre un bloc de gel de 50 mm d'amplada, la superfície on s'exerceix la força és 50 mm². Això és 50 x 10-6 m².
La força (en newtons) és igual a la pressió (en pascals) multiplicada per la superfície (en m²). 
Si, com a mínim, 500 atm (50 MPa) calen per a fondre el gel, una força de (50×10⁶ Pa)(50×10-6 m²) = 2500 N necessita una força aproximadament igual al pes de 250 kg sobre la Terra.
El fenomen del regel va ser descobert per Michael Faraday. El regel ocorre només en substàncies com el gel, el qual té la propietat d'expandir-se en congelar-se. El punt de fusió del gel baixa per cada 0,0072 °C atm addicional de pressió que s'hi aplica. Per exemple, es necessita una pressió de 500 atmosferes per a fondre el gel a –4 °C.

## Fusió de superfície

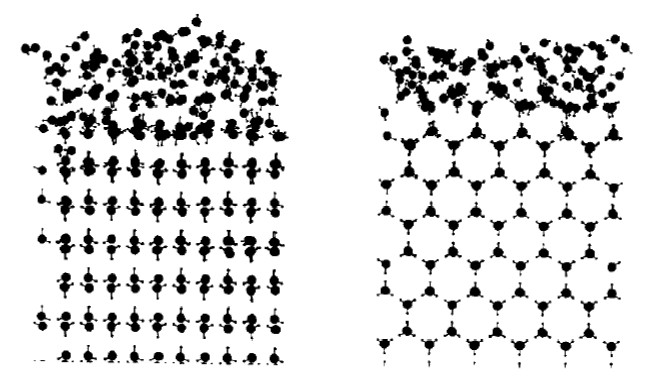
Estructura molecular del gel prop de la superfície

Per a un gel normal cristal·lí lluny per sota del seu punt de fusió hi haurà alguna relaxació dels àtoms prop de la superfície i hi ha una significativa fusió en les capes de la superfície més que no pas una relaxació simètrica de les posicions dels àtoms. La ressonància magnètica nuclear proporciona evidència d'una capa líquida en la superfície del gel que ha estat mesurada en 12 nm a –24 °C i 70 nm a –0,7 °C. La fusió de la superfície comença ja a –33 °C.

Corba de fusió de l'aigua

La fusió de superfície es pot donar pels factors següents:
- Baix coeficient de fricció del gel, com experimenten els patinadors.
- Facilitat de compactació del gel.
- Alta adhesió de les superfícies de gel.

## Exemples de regelació
- Una glacera pot exercir prou quantitat de pressió en la seva superfície inferior per a abaixar el punt de fusió del seu gel. La fusió del gel de la base de la glacera permet que aquesta es mogui des d'un punt més alt a un punt més baix. L'aigua líquida pot fluir des de la base d'una glacera a altituds baixes quan la temperatura de l'aire està per sobre del punt de congelació de l'aigua.